# Portugal unter dem Haus Avis

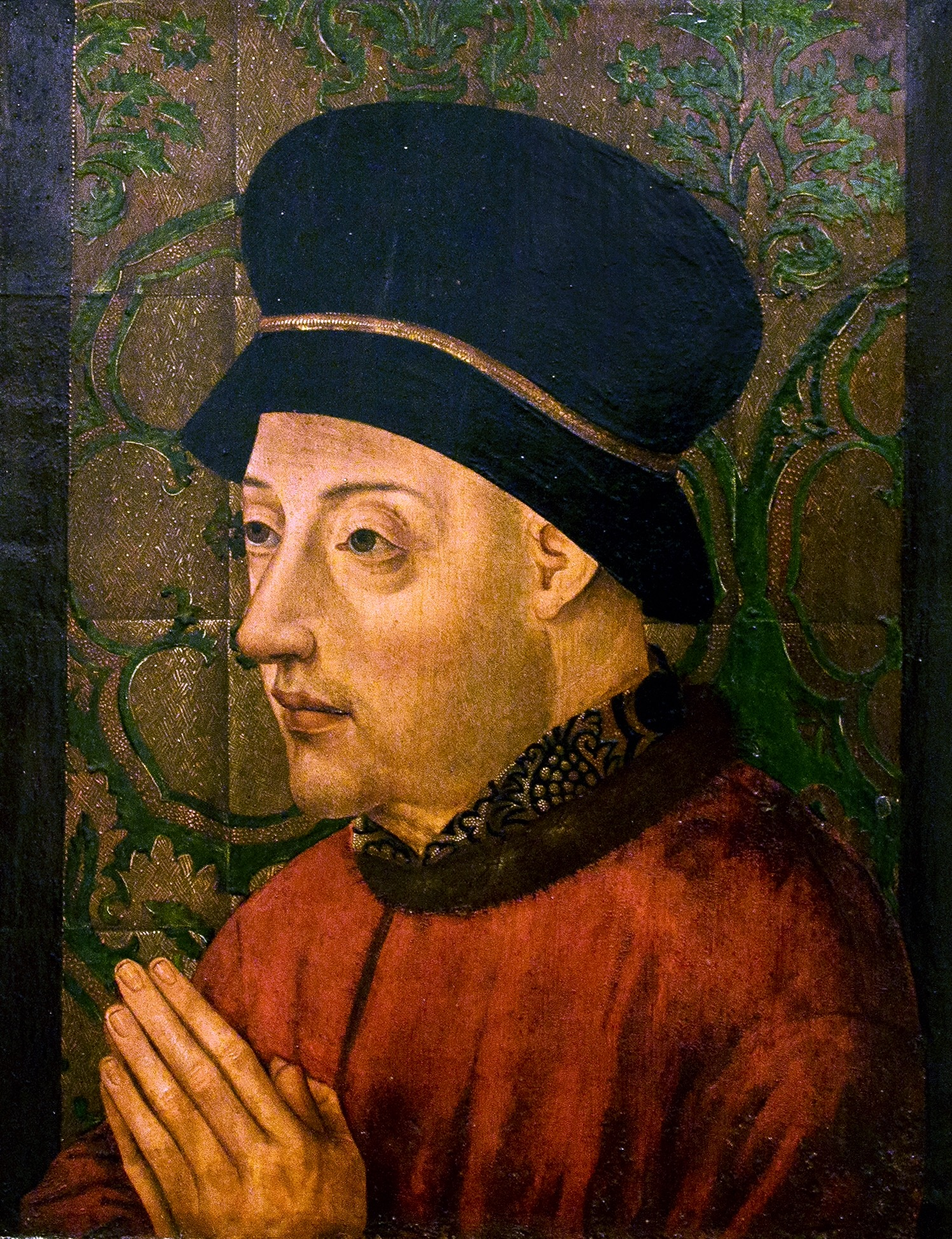
Johann von Avis, ab 1385 als Johann I. König von Portugal, Museu Nacional de Arte Antiga

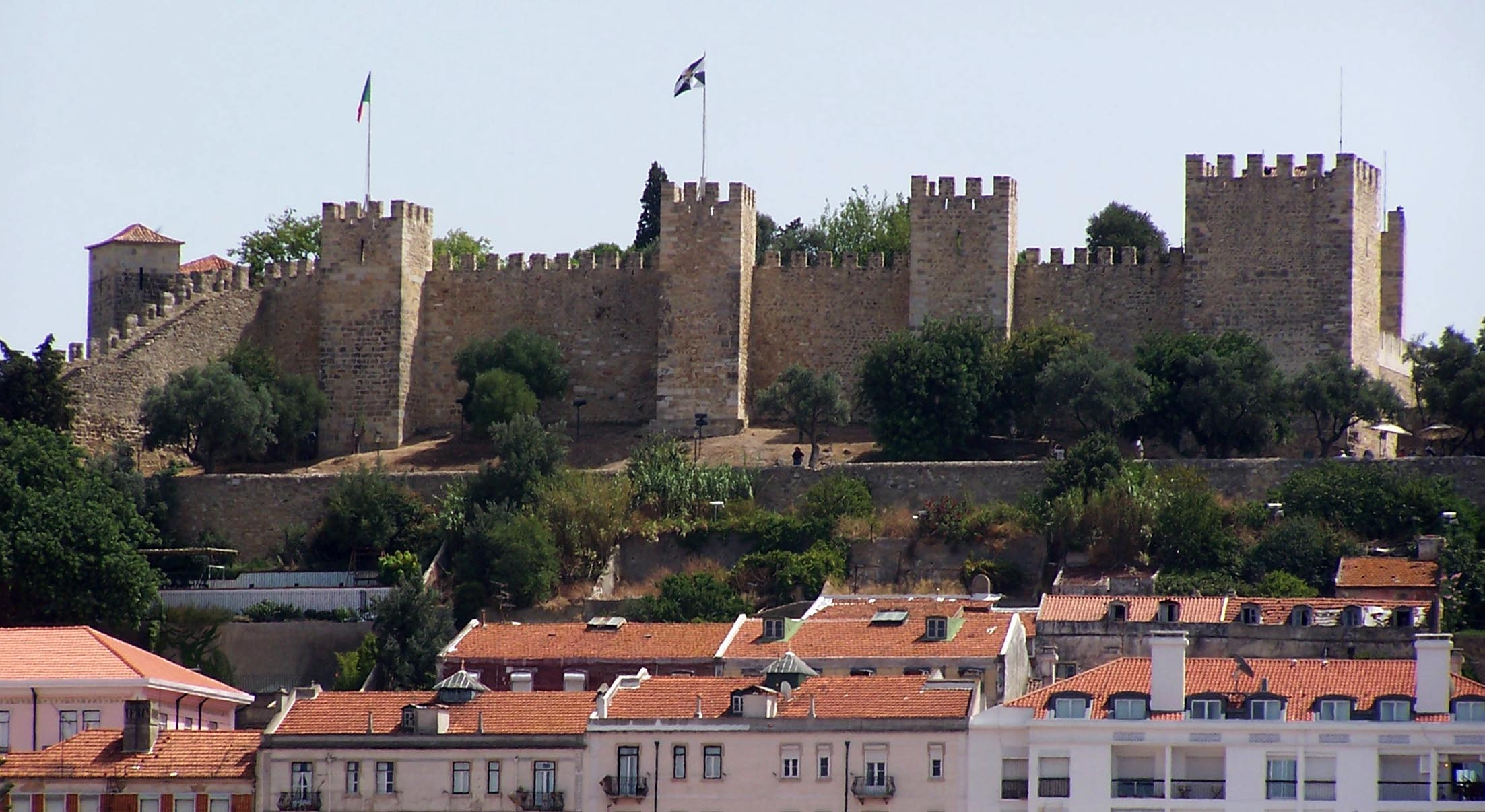
Castelo de São Jorge, Lissabon

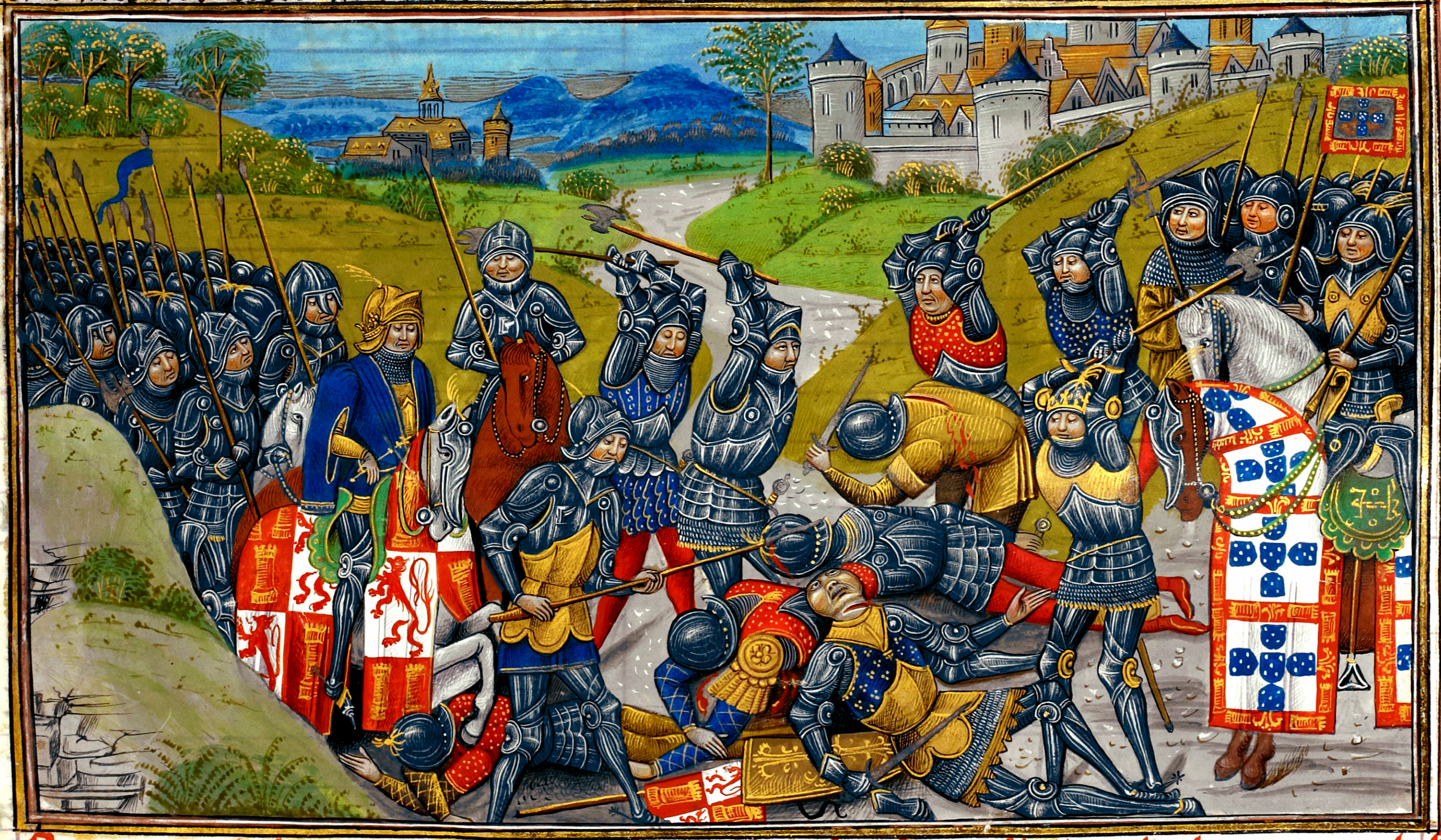
Die Schlacht von Aljubarrota

Das Haus Avis regierte Portugal von 1383 bis 1580 und folgte damit auf die Herrschaft der Burgunder. In diese Epoche fallen Portugals Unabhängigkeit vom Königreich Kastilien, vor allem durch das Bündnis mit England, sein Aufstieg zur weltweiten Kolonialmacht und sein so genanntes „goldene Zeitalter“ unter Emanuel I.

## Aufstieg des Hauses Avis und Sicherung der portugiesischen Unabhängigkeit
Nach dem Tod von Ferdinand I. am 22. Oktober 1383, dem letzten Burgunderherrscher, übernahm seine Witwe Leonore Teles de Menezes die Macht zusammen mit ihrem Liebhaber, dem galicischen Ritter Juan Fernández Andeiro, Graf von Ourém. Daraufhin kam es zu einer Revolution; die Aufständischen wehrten sich gegen die unpopuläre Leonore und den pro-kastilischen Landadelsmann. Leonore wurde nach sechs Wochen Herrschaft von einem Aufstand der Handwerkszünfte in Lissabon verjagt; Johann von Avis, ein außerehelicher Abkömmling Peters I., tötete Andeiro am 6. Dezember 1383. Auf Seiten Kastiliens stand damals vor allem der portugiesische Hochadel; er erhoffte sich von Johann I. von Kastilien die Wiederherstellung alter Privilegien. Auf Seiten Johanns von Avís standen dagegen vor allem der niedere Adel und das Bürger- und Bauerntum.
Diese Ereignisse gingen als Revolution von 1383 in die portugiesische Geschichte ein. Kastilien marschierte in Portugal ein; die Cortes erklärten Johann von Avís am 16. Dezember 1383 zum Regenten und Verteidiger des Vaterlandes. Die Kastilier belagerten ihn in Lissabon von April bis September 1384, mussten sich dann aber wegen der Pest zurückziehen. Im März 1385 wurden die Cortes nach Coimbra einberufen, um das Problem der Thronfolge zu lösen. Sie riefen Johann von Avis am 6. April als Johann I. zum neuen König aus. Johann verbündete sich mit England, mit dessen Hilfe es ihm am 14. August 1385 gelang, Kastilien in der Schlacht von Aljubarrota entscheidend zu schlagen.
In der Person von Nuno Álvares Pereira hatte Johann einen loyalen und besonders fähigen Heerführer. Dessen Siege und der Sieg Johanns bei Aljubarrota bedeuteten, dass die kastilischen Versuche, Portugal zu erobern, endgültig abgewehrt waren. Pereira wurde zu einer in der portugiesischen Geschichte sehr populären Figur, 1918 sprach ihn die römisch-katholische Kirche selig. Johann I. gründete die neue Dynastie der Avís, die das Land bis 1580 regierte.

## Aufbau eines weltweiten Kolonialreichs
Johann I. gilt als einer der größten portugiesischen Könige. 1386 unterzeichnete er den Vertrag von Windsor, mit dem sich Portugal und das Königreich England dauerhaft verbündeten. Diese Allianz besteht formal bis heute. 1387 heiratete Johann I. Philippa, die Tochter des Herzogs von Lancaster.

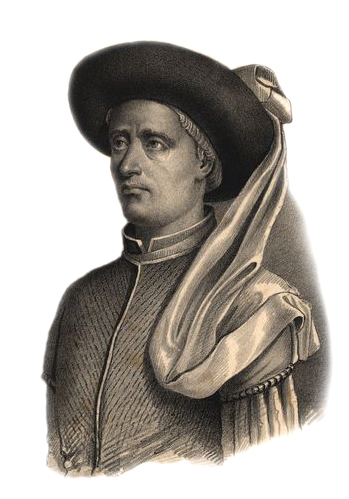
Heinrich der Seefahrer
Darstellung aus dem Jahr 1841

Eine Expansion auf der Iberischen Halbinsel war nicht möglich. 1415 eroberte Johann I. deshalb Ceuta in Marokko von den Mauren. Damit legte er schon die Stoßrichtung für die späteren Expeditionen seines jüngeren Sohnes Heinrich des Seefahrers fest. Diese Expeditionen bildeten die Basis für den Aufstieg Portugals zu einer der größten Kolonialmächte der Welt (→ portugiesische Kolonialgeschichte). Heinrich der Seefahrer begann 1419 mit dem Ausrüsten von Seeexpeditionen. Obwohl er selbst nie weiter als bis Tanger reiste, erhielt er den Beinamen „der Seefahrer“, denn vor allem seinem unermüdlichen Wirken verdankte Portugal seine großen Entdeckungen. 1419 wurden Madeira und 1427 die Azoren (wieder)entdeckt und von Portugal kolonialisiert.
Johann I. verheiratete seine Tochter Elisabeth (Isabel) mit Herzog Philipp dem Guten von Burgund. Durch diese Hochzeit wurden für Portugal vorteilhafte Handelskontakte zu Flandern geschaffen, damals die aufstrebendste Wirtschaftsmacht in Europa. Johann I. gelang das Kunststück, Stammvater gleich zweier portugiesischer Dynastien zu werden, denn neben seinen legitimen Nachkommen, die das Haus Avís bilden, hatte er auch noch einen außerehelichen Sohn, Alfons von Braganza. Dieser wurde erster Herzog von Braganza und Stammvater jenes Hauses, das nach dem Intermezzo der Habsburger Portugal ab 1640 beherrschte.
Johann reformierte das Verwaltungswesen, das Bürgertum wurde stärker an der Verwaltung und Regierung des Landes beteiligt. Mitglieder des Hochadels, die die Thronansprüche Johann I. von Kastiliens unterstützt hatten, wurden des Landes verwiesen und ihr Besitz an niedere Adlige und Bürgerliche vergeben. Der König schaffte sich so eine neue und zugleich loyale Adelsschicht. Kulturell blühte das Land unter seiner Regierung auf.
1433 starb Johann I., sein Nachfolger wurde Eduard (Dom Duarte, 1433–1438), der die Expeditionen seines jüngeren Bruders Heinrich des Seefahrers nachdrücklich förderte. Eduard war hochgebildet und ging als der Philosophen-König (o Rei-Filosofo) in die portugiesische Geschichte ein, verfasste er doch eine eigene philosophische Schrift über die Bestimmung des Menschen („der loyale Ratgeber“, „o Leal Conselheiro“).
Eduards kurze Regierungszeit verlief glücklos. Sein Vorgänger Johann I. hatte große Ländereien an den Adel vergeben können, und sich so dessen Unterstützung im Kampf gegen Kastilien gesichert. Eduard versuchte nun zumindest einen Teil dieser Ländereien für die Krone zurückzugewinnen. Er erließ 1434 ein Dekret, gemäß dem die Krone automatisch alles Land erben sollte, sobald ein Landedelmann ohne männlichen Erben starb. Dieses Dekret brachte ihn in Konflikt mit dem Landadel. Der Versuch, 1437 Tanger in Marokko von den Mauren zu erobern, scheiterte. Heinrich der Seefahrer, der den Tanger-Feldzug befehligte, musste vor der arabischen Übermacht kapitulieren. Teil der Kapitulationsbestimmungen war es, dass Portugal Ceuta an die Mauren zurückgab. Um diese Bestimmung zu verbürgen, wurde Prinz Ferdinand, ein weiterer jüngerer Bruder des Königs, den Mauren als Geisel überlassen. Eduard stand nun vor der Frage, ob er seinen Bruder retten und damit die Stadt Ceuta aufgeben sollte oder nicht. Der König starb bereits 1438 an der Pest, und Prinz Ferdinand verblieb in maurischer Gefangenschaft, in der er schließlich 1443 starb. Calderón glorifizierte sein Schicksal 1662 in der Novelle Der standhafte Prinz (El principe constante).
Der Sohn und Thronerbe König Alfons V. (1438–1481) war zum Zeitpunkt seiner Thronbesteigung sechs Jahre alt. Die Regentschaft fiel zunächst an die Königswitwe Eleonore. Diese wurde aber nach einem Jahr von Peter, dem Herzog von Coimbra, verdrängt, einem jüngeren Bruder König Eduards und damit Onkel von König Alfons V.
Die Regentschaft des Herzogs von Coimbra entsprach nicht den testamentarischen Bestimmungen König Eduards. Trotzdem gelang es Peter, sie zweimal von den Cortes absegnen zu lassen. Auch nachdem Alfons 1446 für volljährig erklärt worden war, gab der Herzog von Coimbra die Regentschaft nicht auf und stärkte seine Position dadurch, dass er seine Tochter mit dem jungen König vermählte. Der König verbündete sich daraufhin mit dem Herzog von Braganza, der die Adelsopposition im Lande gegen die vom Prinzregenten Peter geförderten Zentralisierungstendenzen anführte. Auch seine Mutter unterstützte den jungen König und sicherte ihm die Unterstützung Aragoniens ein. So gelang es Alfons V., seinen Onkel und Schwiegervater in der Schlacht von Alfarrobeira 1449 zu besiegen; der Herzog von Coimbra fiel in der Schlacht.

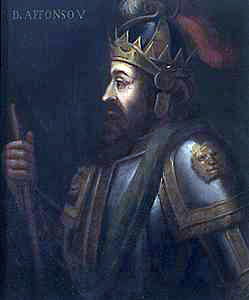
Alfons V. (1438–1481)

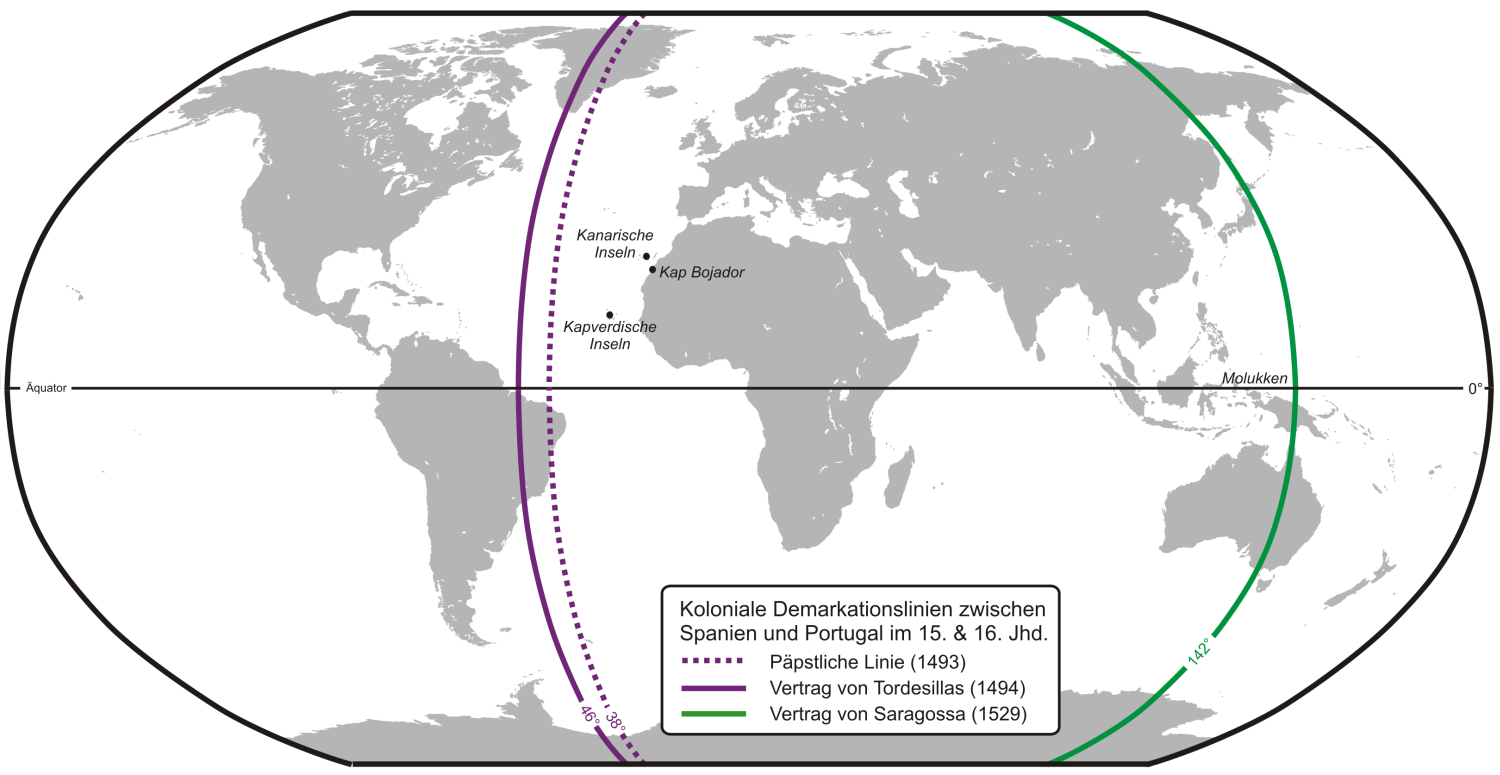
Demarkationslinien nach Spanisch-Portugiesischen Vereinbarungen im 15. und 16. Jhd.

Alfonso V. war danach unbestrittener Herrscher des Landes. Allerdings musste er diesen Sieg mit einer Stärkung der Stellung des Adels bezahlen, repräsentiert besonders durch den Herzog von Braganza. Die weitere Regierungszeit Alfons’ war von dem Versuch geprägt, den verlorenen Einfluss zurückzugewinnen. 1451 gelang es ihm, seine Schwester Leonore mit dem römisch-deutschen König Friedrich III., aus dem Hause Habsburg zu verheiraten.
Während dieser Zeit gingen die Entdeckungen Heinrich des Seefahrers weiter. 1440 wurde auf der westafrikanischen Insel Arguim ein Handelsposten eröffnet, Portugal stieg in den Handel mit Sklaven ein. 1456 wurden die Kapverden entdeckt und dem Christusorden, den ehemaligen Templern, zur Besiedlung im Namen Portugals überlassen. 1460 erreichte Heinrich Guinea; noch im selben Jahr starb er.
Portugal versuchte, Rivalen von der kolonialen Expansion nach Afrika auszuschließen. Dazu war Portugal auf den Papst angewiesen. Als einzige europäische Macht unterstützte Portugal nach dem Fall von Konstantinopel 1453 den von den Päpsten ausgerufenen Türkenkreuzzug. Wegen des Todes von Papst Kalixtus III. im Jahre 1458 fand der Kreuzzug dann jedoch nie statt.
Die erreichten Ergebnisse waren so bedeutsam, dass sie mit Hilfe des Papstes für Portugal gesichert werden mussten. Am 13. März 1456 übertrug Papst Kalixt III. in seiner Bulle Inter cetera dem Christusorden die gesamte geistliche Gewalt über „alle Gebiete südlich von Kap Bojador und Kap Nun, über Guinea bis zu den Indern sowie über die Inseln im Atlantik“. Diese Bulle war das auf die geistliche Jurisdiktion gerichtete Gegenstück zur Bulle Romanus pontifex vom 8. Januar 1455, in der Papst Nikolaus V. dem portugiesischen König Alfons V., dessen Onkel Heinrich dem Seefahrer sowie ihren Nachfolgern bereits die Länder, Häfen, Inseln und Meere Afrikas samt dem Patronat über die Kirchen, das Handelsmonopol (außer den Handel mit Kriegsmaterial), das ausschließliche Recht der Schifffahrt in diesen Gewässern sowie das Recht, Ungläubige in die Sklaverei zu führen, übertragen hatte.
Inter cetera bestätigte die dem Christusorden durch Alfons V. am 7. Juni 1454 bewilligten Privilegien sowie alle der den Portugiesen durch die Vorgänger von Papst Kalixt III. verliehenen Rechte und Privilegien. Der Papst übertrug mit diesem Sendschreiben dem Christusorden die ordentliche geistliche Gerichtsbarkeit sowie die Herrschaft und Amtsgewalt in geistlichen Dingen über „alle erworbenen und die noch zu errwerbenden“ Gebiete. Dieses weitreichende Privileg ermöglichte es dem Orden, später auch in Indien die kirchliche Jurisdiktion auszuüben.
Alfons V. eroberte 1471 Tanger in Marokko. Daraufhin erweiterte er seinen Königstitel, um seinen Anspruch auch auf die nordafrikanischen Territorien zu bekräftigen. Er nannte sich nun rei de Portugal e do Algarve, Senhor de Septa, Senhor d’Alcacere em Africa; das brachte ihm den Beinamen „der Afrikaner“ ein.
Um trotz begrenzter finanzieller Mittel die portugiesischen Erkundungen an der afrikanischen Küste fortzusetzen, verpachtete König Alfons 1469 das Recht, im Namen und Auftrag der portugiesischen Krone Afrikareisen durchzuführen. In diesem auf fünf Jahre terminierten Vertrag verpflichtete sich der wohlhabende portugiesische Kaufmann Fernão Gomes neben der Pachtzahlung, die afrikanische Küste jährlich weitere um 100 Legoas, also fast 620 km zu erkunden. Ausgangspunkt war dabei das heutige Sierra Leone. Gleichzeitig erhielt er eine Reihe von Rechten, die es ihm gestatten, Einkünfte aus dem Guinea-Handel zu ziehen. Fernão Gomes verpflichtete hervorragende Seeleute und ließ insgesamt vier Reisen durchführen. Seine Schiffe erreichten den Äquator und gelangten 1475 bis zu dem bei etwa 4° südlicher Breite gelegenen Kap Santa Catarina.
1474 starb der König Heinrich IV. von Kastilien. Alfons V. griff daraufhin aktiv in den Kampf um den kastilischen Thron ein. Einstmals hatte er um die Hand der Prinzessin Isabella, der späteren Regentin Isabella der Katholischen, einer Schwester des verstorbenen Heinrich IV., geworben, nachdem sich diese Pläne jedoch zerschlagen hatte, verlobte er sich mit Johanna, der Tochter Heinrichs IV., und unterstützte jetzt deren Thronansprüche gegen Isabella.
In der Schlacht von Toro 1476 wurde Portugal von den katholischen Königen geschlagen; die portugiesischen Ansprüche auf den Thron von Kastilien waren damit abgewehrt. Alfons V. ging nach Nancy in Frankreich, wo er – vergeblich – versuchte, König Ludwig XI. zum Eingreifen auf seiner Seite gegen Kastilien zu bewegen. Durch die Niederlage von Toro schwer niedergeschlagen, spielte er mit dem Gedanken, abzudanken und aus Frankreich nicht nach Portugal zurückzukehren, sondern stattdessen eine Pilgerfahrt nach Jerusalem zu unternehmen, konnte aber von König Ludwig XI. zur Rückkehr in sein Land bewogen werden. Im Frieden von Alcáçovas musste Alfons V. für sich und seine Frau alle Ansprüche auf den kastilischen Thron und die Kanarischen Inseln aufgeben, erhielt dafür jedoch von Spanien Handlungsfreiheit in Nordafrika zugesichert. In seinen letzten Lebensjahren war der König zunehmend depressiv und kränkelte, wollte erneut abdanken, starb aber vorher an der Pest.
Nach dem Tode Alfons’ V. kam 1481 dessen Sohn, König Johann II. (Dom João II.), „der Strenge“ oder „der Vollkommene“, an die Macht. Diesem gelang es, die Königsmacht gegen den Adel wiederherzustellen. So wurde den Adligen das Recht genommen, in ihren Domänen selbst die Gerichtsbarkeit auszuüben. Gegner dieser Politik verfolgte der König mit großer Härte. Die Herzöge von Braganza und Beja-Videu, Cousins des Königs und Anführer der Adelsopposition, werden 1483 hingerichtet. 1484 tötete der König bei einer Unterredung persönlich einen missliebigen Schwager. Auch der Bischof von Évora wurde zum Tode verurteilt. Johann II. zog große Ländereien zu Gunsten der Krone ein, die sich endgültig als vorherrschende Macht im Lande etablierte.
Außenpolitisch setzte der König den Expansionskurs fort. 1482 wurde die Festung São Jorge da Mina an der Goldküste (heute Ghana) gegründet und damit der Gold- und Sklavenhandel aus Westafrika von den ungünstigen Transsahara-Karawanenrouten abgelenkt. Die Einkünfte der Krone verdoppelten sich. Diogo Cão führte eine Expedition in den Kongo durch, Bartolomeu Diaz umrundete 1488 das Kap der guten Hoffnung. Damit war der Seeweg nach Indien gefunden worden. Durch die Vermittlung des Papstes schlossen Portugal und Spanien den Vertrag von Tordesillas, mit dem die portugiesische und spanische Einflusszone in Amerika und Afrika abgesteckt wurden.
Die Regierungszeit Johann II. markiert einen Meilenstein auf der Entwicklung Portugals zu einem zentralistischen, auf die Königsmacht ausgerichteten absolutistischen Staat. Während seiner ganzen Regierungszeit berief der König die Cortes nur vier Mal ein, regierte ansonsten vollkommen unabhängig.
Die Regierungszeit Johann II. ist aber auch eine Zeit der verpassten Chancen für Portugal. Durch die Eheschließung seines Sohnes und Thronfolgers Johann mit Isabella, Tochter der katholischen Könige Spaniens, bestand die Aussicht auf ein iberisches Großreich unter portugiesischer Führung. Der Tod des Thronfolgers 1491 verhinderte dann diese Pläne. Auch ist Johann II. der portugiesische König, der Christoph Kolumbus seine Hilfe bei der Suche nach dem Westweg nach Indien verweigerte, so dass dieser Amerika in spanischen Diensten entdeckte.
Johann II. blieb nach dem Tode des Thronfolgers ohne legitime männliche Nachkommen und erwog deshalb, seinen Lieblingssohn aus einer illegitimen Verbindung zum Nachfolger zu machen. Testamentarisch bestimmte er dann aber doch den nächsten lebenden männlichen Angehörigen des Hauses Avís zu seinem Nachfolger, Emanuel, einen Bruder seiner Frau und Enkel des Königs Eduard.

## Emanuel der Glückliche

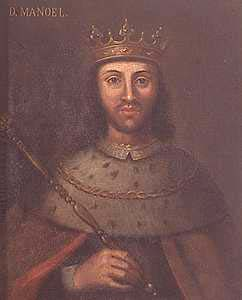
König Emanuel I., der Glückliche, von Portugal

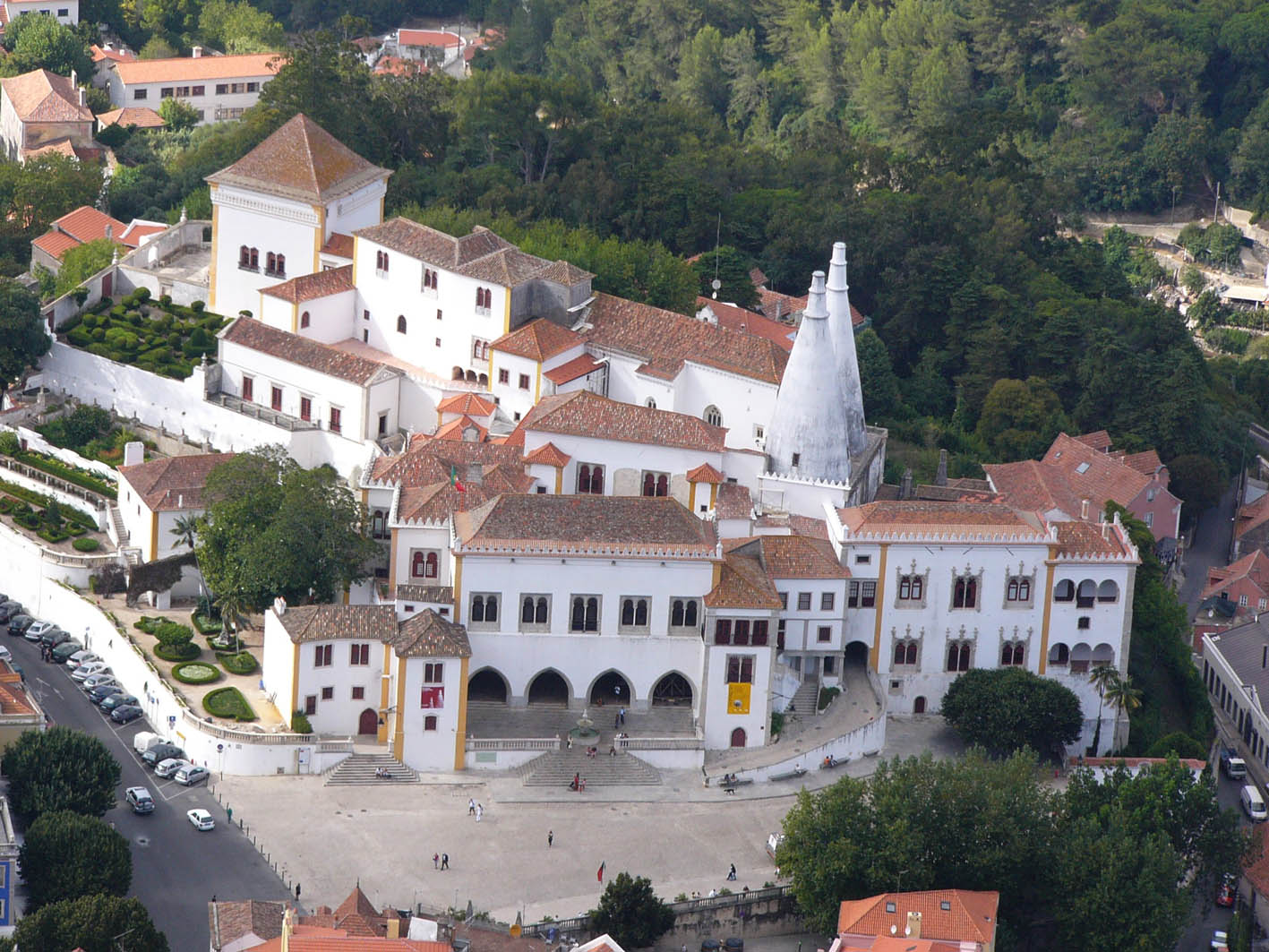
Der Palácio Real de Sintra, einst ein maurisches Alcázar, umgebaut im 15./16. Jh.

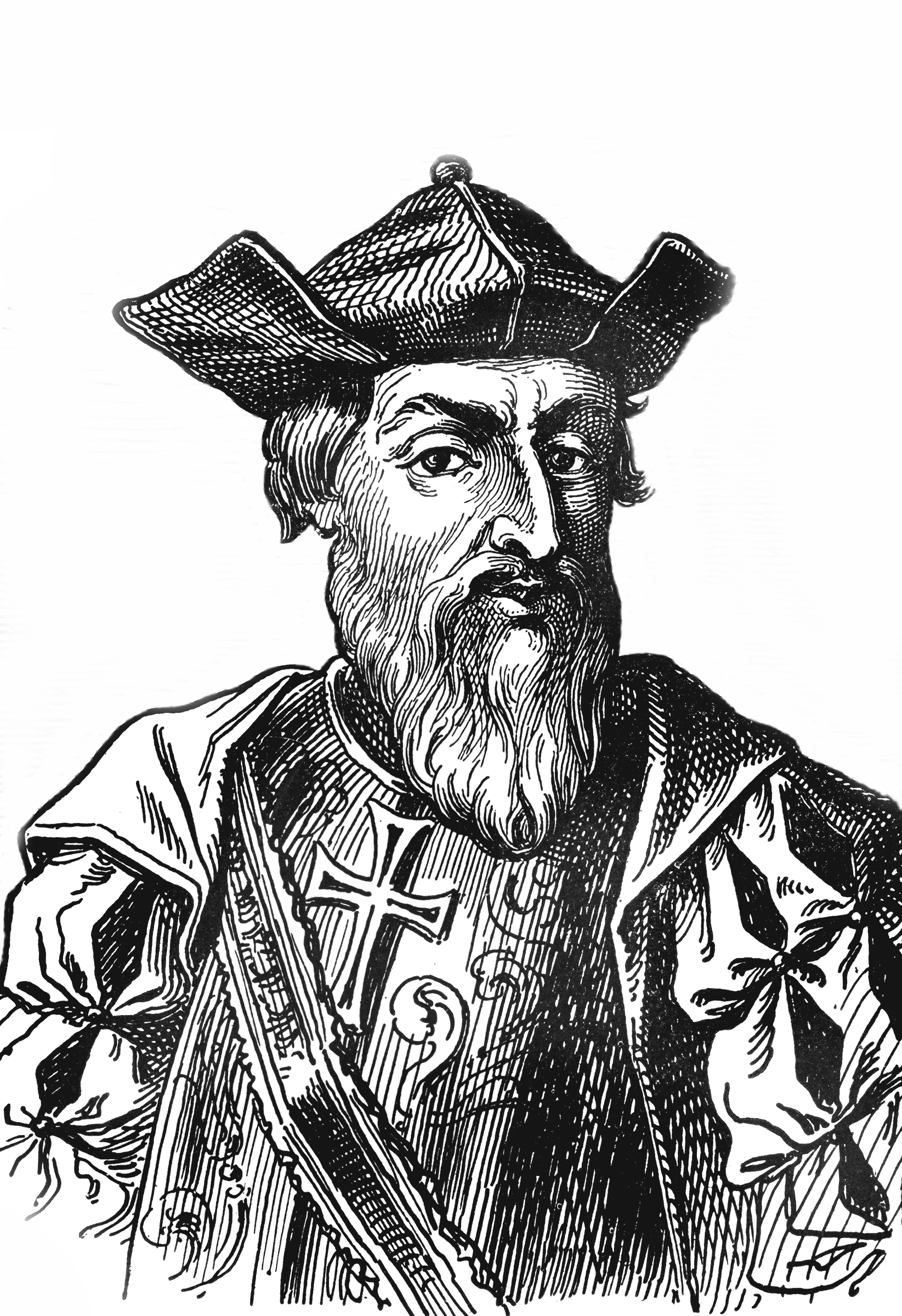
Vasco da Gama

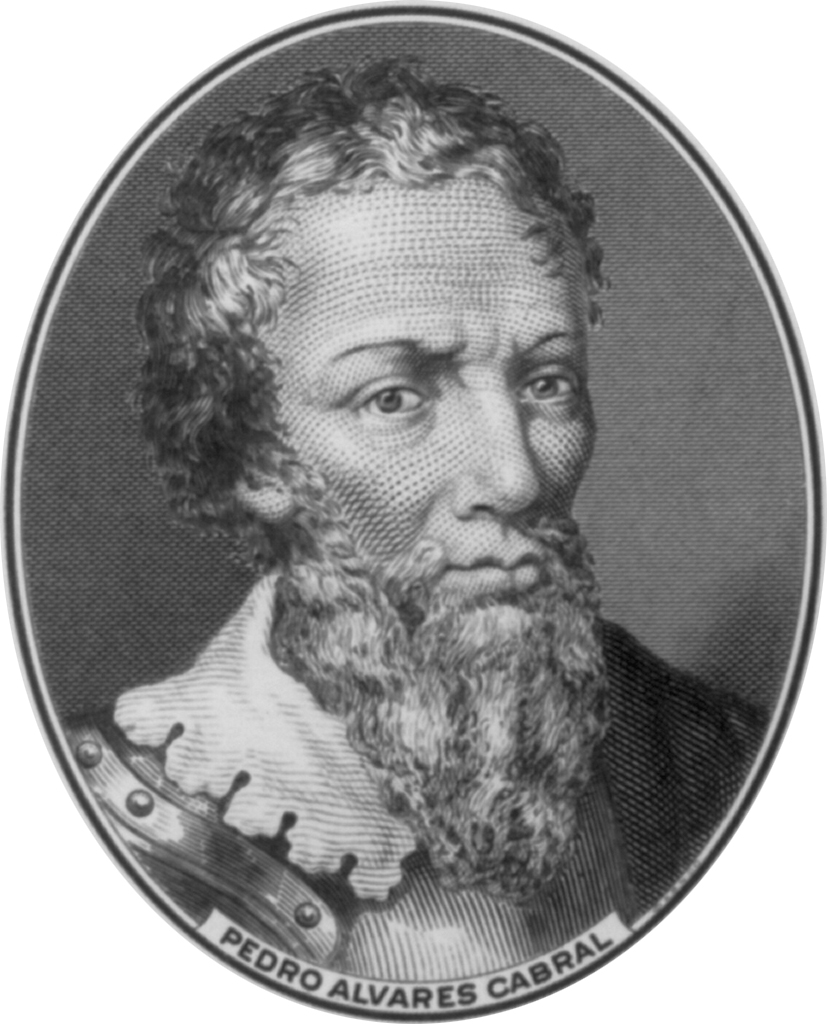
Pedro Álvares Cabral

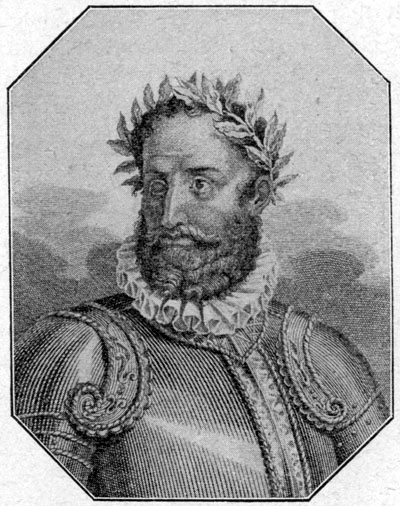
Luís de Camões

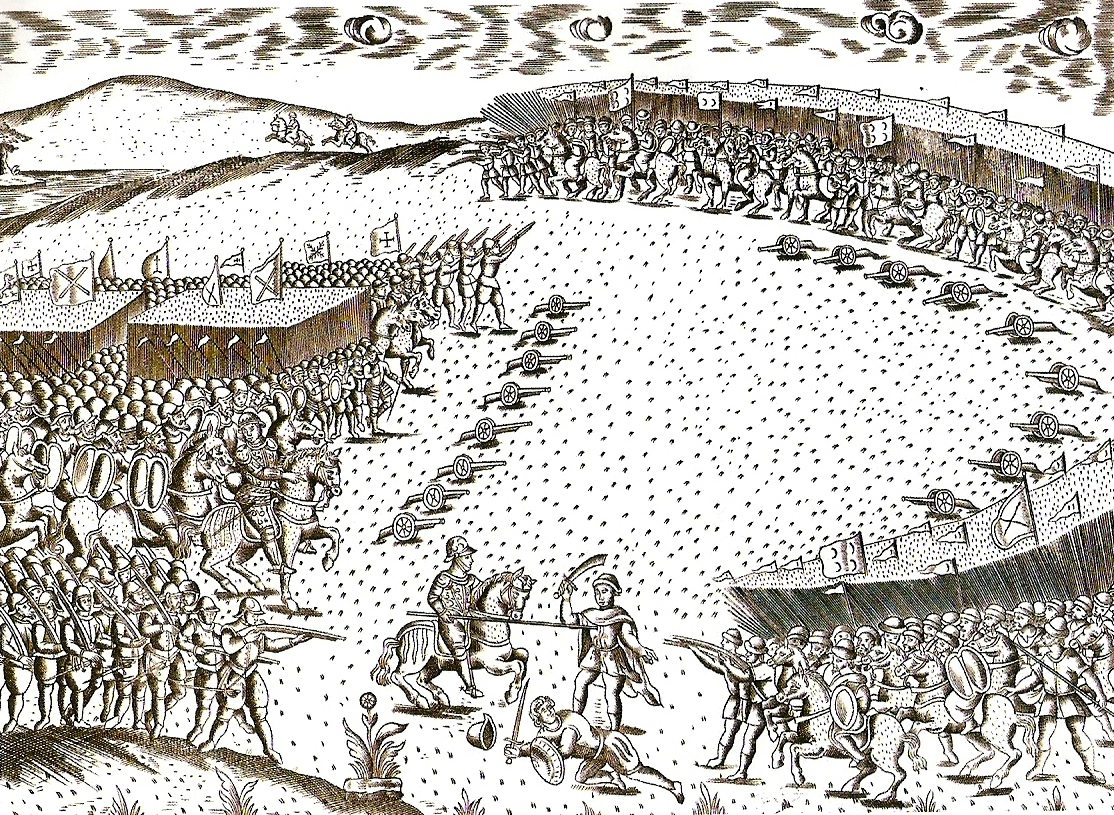
Schlacht von Alcazarquivir

Emanuel I. wurde durch Johann II. schon früh mit hohen Ehren ausgestattet, so wurde er Herzog von Viseu und Beja und Großmeister des Christusordens. Nach dem Tode des Kronprinzen 1491 wurde er dann zum Thronfolger bestimmt.
1495 trat Emanuel I. die bis 1521 währende Regentschaft an. Durch das blühende Handelsimperium wurde er zum reichsten Herrscher Europas. 1498 öffnete Vasco da Gama die Seeroute nach Indien.
Dem Entdecker Vasco da Gama folgten die Eroberer, zunächst Francisco de Almeida, danach Afonso de Albuquerque, der zum Gouverneur von Portugiesisch-Indien ernannt wurde. Sie errichteten zur Absicherung des sehr lukrativen Indienhandels etliche Stützpunkte – Handelsniederlassungen und militärische Stützpunkte – und drangen bereits im frühen 16. Jahrhundert über Indien hinaus weiter nach Osten vor. 1503 wurden alle Aktivitäten in der Casa da Índia zentralisiert, die sich zur Zentralbehörde für die Verwaltung der neuen Territorien in Übersee entwickelte und als zentraler Warenumschlagplatz bzw. Verrechnungsstelle für alle Bereiche des Überseehandels diente.
Zwischen 1503 und 1505 sicherte Duarte Pacheco Pereira mit Waffengewalt die portugiesische Präsenz in Indien und legte damit erste Grundlagen für den Aufbau des portugiesischen Überseereichs in Asien. 1510 besetzte Afonso de Albuquerque Goa, das sich schnell zur bedeutendsten portugiesischen Handelsniederlassung in Indien entwickelte. 1511 eroberte Afonso das malaysische Malakka, das die Malakkastraße und damit den Weg nach China und zu den Gewürzinseln, den Molukken, kontrollierte. Dort errichteten die Portugiesen ebenfalls Handelsstützpunkte. Portugal brachte damit den lukrativen Gewürzhandel unter seine Kontrolle; das bisherige Handelsmonopol der Araber mit Gewürzen war gebrochen. Lissabon entwickelte sich zu einem wichtigen Handelszentrum für Gewürze und andere Waren aus Asien.
Pedro Álvares Cabral entdeckte 1500 Brasilien und nahm es für Portugal in Besitz. Die Portugiesen erreichten als erste europäische Kolonialmacht das Kaiserreich China und gründeten 1557 einen Handelsstützpunkt in Macao. 1513 wurde Timor portugiesisch, Hormus folgte 1515. Emanuel I. eroberte 1513–1515 weitere Teile Marokkos.
Innenpolitisch setzte sich Emanuel I. endgültig gegen den Landadel durch.
Ein zentrales innenpolitisches Problem war die „Judenfrage“. Juden befanden sich bereits seit dem 6. Jahrhundert im Lande, also schon vor der christlichen Zeit und vor der Gründung des Königreiches Portugal. Als 1492 die katholischen Könige sie aus Spanien vertrieben, flüchteten 60.000 von ihnen nach Portugal. In den Verhandlungen mit Spanien, die 1497 zur Hochzeit des Königs mit Isabella führten, der Tochter der katholischen Könige, setzte Spanien die Ausweisung der portugiesischen Juden durch. 1496 vertrieb sie auch Emanuel I., erlaubte aber jenen zu bleiben, die sich taufen ließen. 1504 und 1506 kam es in Lissabon zu antijüdischen Pogromen gegen diese so genannten „Neuen Christen“ (Cristãos-Novos).
Als in Spanien 1497 der Thronfolger starb, war Emanuel I.’ Ehefrau Isabella designierte Erbin der katholischen Könige. Der gemeinsame Sohn Miguel hatte somit Ansprüche auf alle drei Reiche. Doch starben Isabella noch im Wochenbett und Miguel, der designierte Thronfolger, bereits als Kleinkind. Zwar heiratete Emanuel erneut eine Tochter der katholischen Könige, die Infantin Maria, Erbin war aber deren ältere Schwester Johanna die Wahnsinnige, über deren Ehe mit Philipp dem Schönen Spanien schließlich an die Habsburger fiel. Auch mit dem neuen Herrschergeschlecht knüpfte Emanuel I. noch verwandtschaftliche Beziehungen. Nach dem Tode Marias heiratete er in seiner letzten Ehe Eleonore, eine Schwester von Karl V. Auch sein Sohn und Thronfolger heiratete eine Schwester von Karl V.
Portugal erlebte unter Emanuel I. eine kulturelle Blüte, das so genannte „goldene Zeitalter“. Die überseeischen Aktivitäten des Landes trugen Früchte, aus den Kolonien flossen große Mengen Gold in das Mutterland. Da der Überseehandel königliches Monopol war und die neuen Kolonien zu Krongut erklärt wurden, profitierte vor allem der König selbst von diesem Reichtum. Emanuel errichtete damit phantastische Bauten in dem nach ihm benannten „manuelinischen Stil“. Auch das Rechts-, Bildungs- und Gesundheitswesen reformierte er.

## Die letzten Herrscher aus dem Hause Avís
1521 starb Emanuel I. Der Thron fiel an seinen Sohn aus zweiter Ehe mit der Infantin Maria, der als Johann III. (Dom João III) den Thron bestieg.
Das „Judenproblem“ blieb auch unter seiner Regierung wichtigste Frage der Innenpolitik. Johann III. etablierte 1531 die Inquisition, um die religiösen Praktiken der „Neuen Christen“ zu untersuchen, also der Juden, die sich hatten taufen lassen, um in Portugal bleiben zu können. In den nächsten 200 Jahren verurteilte die Inquisition 1.454 Menschen zum Tode. 1540 erlaubte Johann III. den Jesuiten, sich in Portugal niederzulassen.
1524 wurde Luís de Camões geboren, der größte portugiesische Dichter. Er schrieb das Nationalepos Os Lusíadas (deutsch: Die Lusiaden). Auf dem Kongress von Badajoz 1524 erkannte Spanien den portugiesischen Anspruch auf Brasilien an. 1532 gründete Portugal dort die erste dauerhafte Siedlung, der König vergab große Landgebiete als Lehen (donatárias) und förderte so den Aufbau des Landes. 1545 wurde Salvador da Bahia Hauptstadt Brasiliens. Unter Johann III. wurden Aden, Diu, Celebes und Maskat erobert. Er überließ 1529 Spanien die Philippinen und sicherte Portugal dafür die Molukken. 1557 wurde, wie oben erwähnt, in China der Handelsstützpunkt Macao gegründet.
Unter dem Nachfolger von Johann III., König Sebastian, kam es dann schließlich zu Ereignissen, in deren Folge Portugal selbst vorübergehend mit Spanien in Personalunion vereinigt wurde. Der Thron fiel, als König Johann III. 1557 starb, an seinen Enkel Sebastian, Sohn des bereits gestorbenen Erbprinzen Johann. Beim Tod seines Großvaters, des Königs, war Sebastian drei Jahre alt; der Vater und Erbprinz Johann war kurz zuvor gestorben. Die Regentschaft übernahm zunächst seine Großmutter Katharina, die Witwe von Johann III. und Schwester von Karl V. Die Regentschaft wurde danach von Kardinal Heinrich I. ausgeübt, dem Erzbischof von Lissabon, Bruder von Johann III. und somit Großonkel des Königs Sebastian.
1568 übernahm Sebastian als 15-Jähriger persönlich die Regierung. Sein Ziel war es, für Portugal ein großes nordafrikanisches Reich zu erobern. Ein Thronnachfolgestreit im Sultanat von Fès schien eine günstige Gelegenheit zu bieten. Sebastian versammelte eine Armee von 18.000 Mann und marschierte 1578 in Marokko ein. Die Schlacht von Alcácer-Quibir (al-Qasr al-Kabir) in Marokko geriet jedoch für die Portugiesen zur Katastrophe: Das Heer des Sultans Muley Abd-el Melik schlug die Portugiesen vernichtend, König Sebastian fiel in der Schlacht, sein Leichnam blieb auf dem Schlachtfeld verschollen. Weitere 8.000 Portugiesen, darunter die meisten portugiesischen Adligen, starben in der Schlacht. 15.000 Portugiesen, darunter 100 hohe portugiesische Adlige, gerieten in Gefangenschaft. Der portugiesische Adel musste große Summen als Auslöse entrichten.
Sebastian starb kinderlos. Deshalb übernahm der vormalige Regent, Kardinal Heinrich, als letztes männliches Mitglied des Hauses Avís selbst den Thron. Als Kardinal Heinrich nach zwei Jahren kinderlos verschied, starb mit ihm die Dynastie der Avís aus.
Auch die Habsburger zielten mit ihrer Heiratspolitik auf die Einigung der Iberischen Halbinsel. Karl V. schrieb schon 1557 an seine Schwester Katharina, also nach seinem Rücktritt als römischer Kaiser und spanischer König, als er bereits zurückgezogen im Kloster San Jerónimo de Yuste lebte, um für den „Fall eines frühzeitigen Ablebens König Sebastians ohne Erben“ den portugiesischen Thron für ihren gemeinsamen Enkel Don Carlos zu reklamieren, den Sohn König Philipp II. von Spanien, der mit einer Tochter Katharinas verheiratet war. Katharina war einverstanden, doch die Vereinbarung scheiterte am Widerstand des portugiesischen Adels.
Auch Heinrich I. beschäftigte sich intensiv mit der Frage der Thronnachfolge. Nach langem Zögern entschloss er sich, den spanischen König Philipp II. zum Thronerben einzusetzen. So begann 1580 die Personalunion Portugals mit Spanien, die bis 1640 andauerte.